# مرکز ملی آموزش جنسی کوبا

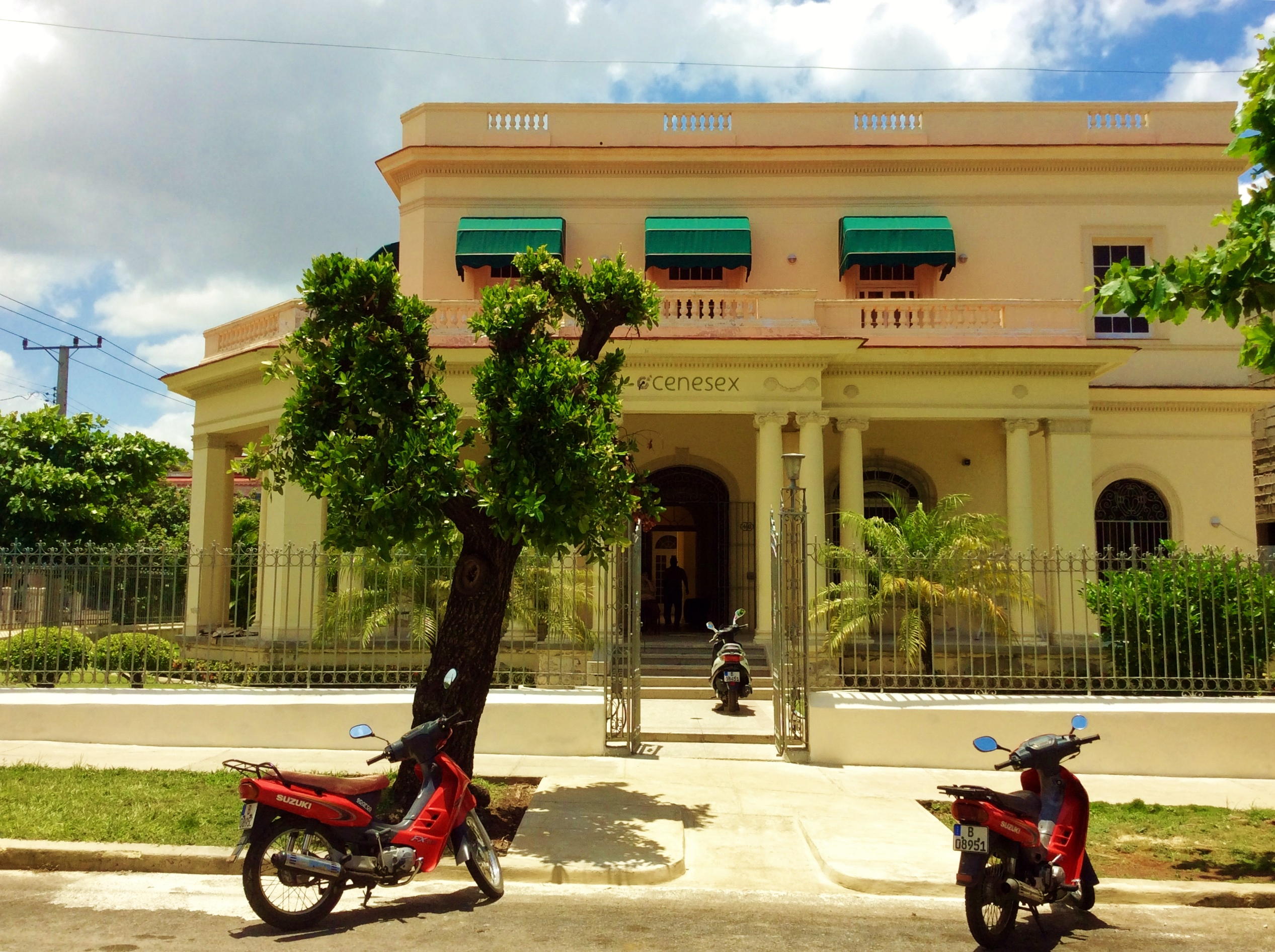
مقر سِنه‌سکس

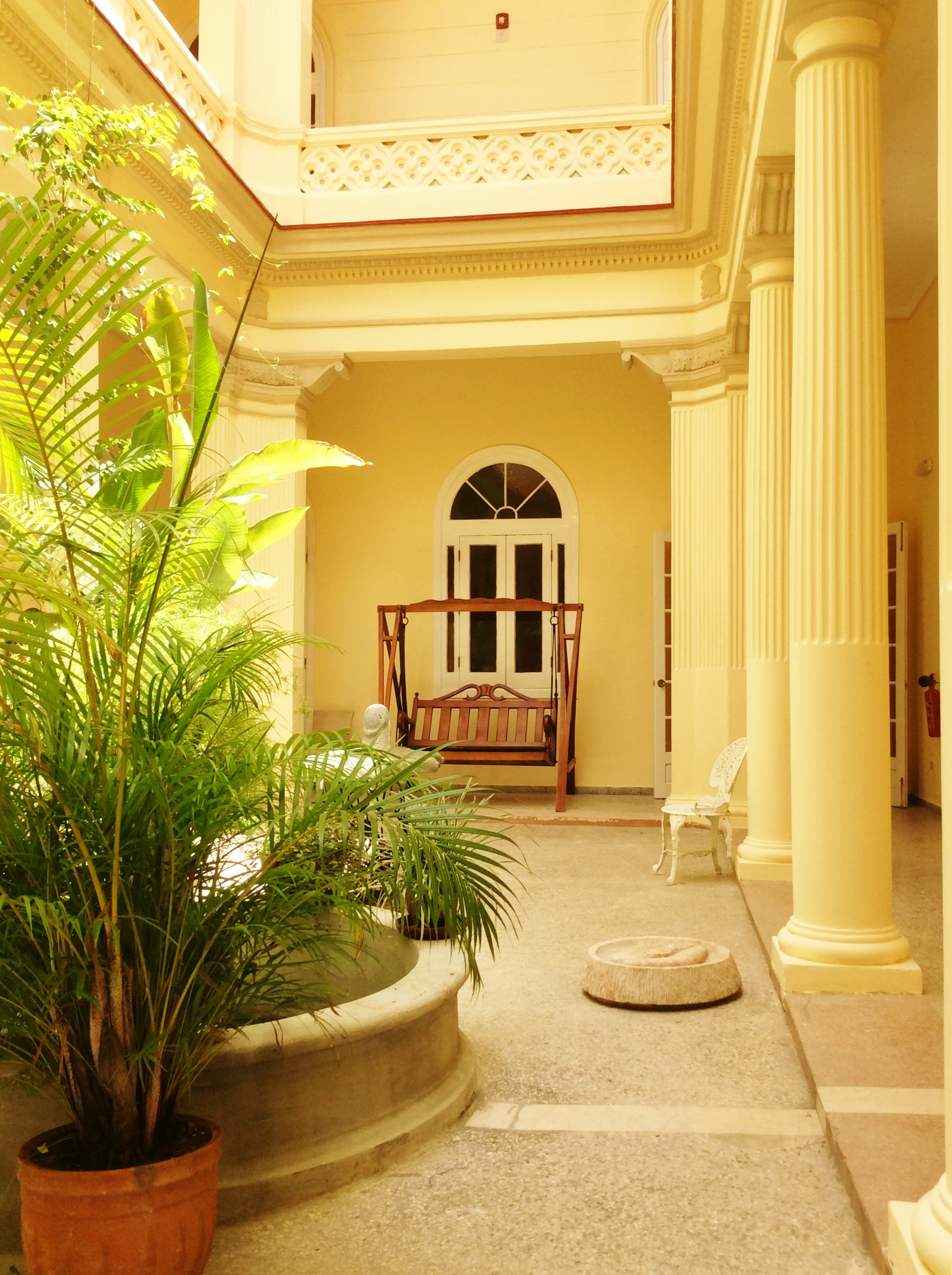
نمای داخل سِنه‌سکس

مرکز ملی آموزش جنسی (اختصاری سِنه‌سکس) (اسپانیایی: Centro Nacional de Educación Sexual‎؛ CENESEX) یک نهاد دولتی است که در سال ۱۹۸۹ در کوبا تأسیس شد. این مرکز بیشتر به دلیل حمایت از تساهل در مورد مسائل دگرباشان جنسی در این جزیره شناخته شده‌است. سِنه‌سکس بر لزوم پذیرش تنوع جنسی تأکید می‌کند و در سال‌های اخیر توجهات متعدد بین‌المللی را به خاطر کمپین‌های خود برای حقوق تراجنسیتی‌ها، از جمله به رسمیت شناختن هویت جنسیتی این افراد، بدون توجه به جنسیت هنگام تولد، و ارائه عمل جراحی تغییر جنسیت با بودجه دولتی، به خود جلب کرده‌است. رئیس این مرکز، ماریلا کاسترو، دختر رائول کاسترو، رهبر سابق کوبا و برادرزاده فیدل کاسترو است.